# Bentín Tacna Heroica
Il Club Deportivo Bentín Tacna Heroica, noto semplicemente come Bentín Tacna Heroica, è una società calcistica peruviana con sede nella città di Tacna. Milita nella Liga 2, la seconda divisione del campionato peruviano di calcio.

## Storia
Fondato il 14 ottobre 2014 nel quartiere Alto de la Alianza di Tacna, con a capo il primo presidente fu Guillermo León. Nello stesso anno partecipò alla lega distrettuale di seconda serie del suo distretto, che vinse e ottenne la promozione in nella prima divisione della lega.
Nella stagione 2016, la svolta: il club si qualifica alla fase nazionale della Copa Perú come secondo classificato di reparto, dopo essere stato superato dal Cor. Bolognesi FC. Si sono qualificati per la zona play-off della fase nazionale dopo aver terminato in ottava posizione e sono riusciti a superare l'Unión Fuerza Minera di Puno, con un punteggio complessivo di 3 a 1. Hanno raggiunto i quarti di finale, dove hanno perso contro il Deportivo Hualgayoc, dopo aver pareggiato 2-2 a Tacna e perso 6-2 a Hualgayoc.
Dopo alcuni anni senza raggiungere la fase nazionale, nel 2023 la squadra ha vinto il proprio campionato dipartimentale e si è qualificato per la fase nazionale, dove è avanzato nella fase regolare dopo aver terminato al venticinquesimo posto, poi eliminato ai sedicesimi dal Nacional FBC di Mollendo dopo i tiri di rigore.
Nella stagione 2024 il club si è diventanto campione distrettuale, provinciale e dipartimentale, assicurandosi così la classificazione alla fase nazionale della Copa Perú. Durante la fase a girone unico, hanno concluso in ottava posizione, avanzando alle fase finale play-off. In semifinale hanno affrontato la Juventud Santo Domingo, sconditta la vittoria ai tiri di rigore. Con questa vittoria si sono assicurati un posto in finale e hanno completato la loro promozione nel calcio professionistico nella Lega 2 2025, sconfiggendo il Cajamarca sempre ai rigori.

## Stadio
Il club gioca in casa allo stadio Jorge Basadre Grohmann, che si trova a Tacna e ha una capienza di 19 850 posti a sedere. Il suo nome originale era Estadio Modelo de Tacna, ma nel 2004 è stato ribattezzato con il nome attuale in onore di Jorge Basadre, storico di Tacna.
Durante la sua permanenza in Copa Perú, il club ha utilizzato nelle sue fasi iniziali lo stadio Héroes del Alto de la Alianza, situato nel suo distretto natale.

## Palmarès

### Trofei nazionali
- Copa Perú: 1

2024

### Trofei regionali
- Lega dipartimentale di Tacna: 2

2023, 2024

### Trofei provinciali
- Lega provinciale di Tacna: 2

2023, 2024

### Trofei distrettuali
- Liga Distrital de Alto de la Alianza: 8

2015, 2016, 2018, 2019, 2020, 2022, 2023, 2024